# Galaktorrhö-Amenorrhö-Syndrom
Das Galaktorrhö-Amenorrhö-Syndrom (engl. galactorrhea-amenorrhea syndrome) ist ein Sammelbegriff für endokrine Erkrankungen mit Störung der Milchproduktion und Ausbleiben der Monatsblutung.
Neben der postpartalen Form (nach einer Geburt) gibt es die nonpuerperale Form (ohne vorangegangene Geburt).
Letztere wird meist durch einen Prolaktin erzeugenden Tumor der Adenohypophyse, ein Hypophysenadenom verursacht.
Seltenere Ursachen sind:
- Infiltrative Prozesse des Hypothalamus oder des Hypophysenstieles
- Medikamente, besonders Psychopharmaka
- Akromegalie
- Hypothyreose

## Klinische Erscheinungen
Klinische Manifestationen sind:
- Hyperprolaktinämie (Forbes-Albright-Syndrom oder Ahumada-DelCastillo-Syndrom)
- Chiari-Frommel-Syndrom